# Вулиця Фісановича (Харків)
Ву́лиця Фіса́новича — вулиця у Салтівському районі міста Харкова. Розташована між Салтівським шосе та Спортивною вулицею. Нумерація будинків ведеться від Салтівського шосе.

## Походження назви
Вулиця названа на честь Героя Радянського Союзу, у роки радянсько-німецької війни командира підводного човна «М-172» 3-го дивізіону бригади підводних човнів Північного флоту, капітана-лейтенанта Ізраїля Фісановича, який працював у Харкові на заводі «Серп і молот». На будинках № 2 та 5 є відповідні анотаційні дошки.
До перейменування вулиця мала назву — Друга Поперечна.

## Опис вулиці

Вулиця на розі з вул. Камишева

Довжина вулиці — 656 метрів. Покриття вулиці — асфальт і бруківка, більшість вулиці —бруківка. Починається на розі з Салтівським шосе і закінчується на розі з вулицею Спортивною. Напрям від Південного сходу на північний захід.
Від початку вулицю перетинає вулиця Івана Камишева (після будинку № 10) та провулок Олега Гуцола (після будинку № 16).
Автомобільний рух — по одній смузі в кожну сторону. Дорожня розмітка — відсутня. Світлофорів немає. Тротуари є по всій довжині вулиці з обох сторін вулиці.
Забудова переважно двоповерхова, крім кількох будинків, які мають 3-5 поверхів.
Комерції на вулиці досить мало. Кіоски і крамниці є лише на розі з вул. Камишева.

## Будинки і споруди

### Парна сторона
- Будинок № 4 — Центр соціально-психологічної реабілітації дітей «Гармонія»

### Непарна сторона
- Будинок № 9 — Гуртожиток «На Фісановича»  Українського державного університету залізничного транспорту

## Транспорт
Безпосередньо по вулиці громадський транспорт не ходить.

### Трамвай
- Маршрут № 6 (Південний Вокзал-602-й мікрорайон) — зупинка Вулиця Самсонівська знаходиться безпосередньо на початку вулиці на розі з Салтівським шосе.
- Маршрут № 8 (Вул. Одеська-602-й мікрорайон) — зупинка Вулиця Самсонівська знаходиться безпосередньо на початку вулиці на розі з Салтівським шосе.
- Маршрут № 16 та 16а (Салтівська-Салтівська) — зупинка Вулиця Камишева знаходиться в 745 метрах на вулиці Академіка Павлова біля початку парку Пам'яті.
- Маршрут № 27 (Салтівська-Новожанове) — зупинка Вулиця Камишева знаходиться в 745 метрах на вулиці Академіка Павлова біля початку парку Пам'яті.

### Тролейбус
- Маршрут № 19 (602-й мікрорайон-вул. Одеська) — зупинка Салтівське шосе знаходиться в 650 метрах на розі Салтівського шосе та Проспектом Льва Ландау.
- Маршрут № 20 (Ст. метро «Турбоатом»-602-й мікрорайон, лише по буднім в годину «пік») — зупинка Салтівське шосе знаходиться в 650 метрах на розі Салтівського шосе та Проспектом Льва Ландау.
- Маршрут № 31 (Ст. метро «Турбоатом»-вул. Наталії Ужвій) — зупинка Салтівське шосе знаходиться в 650 метрах на розі Салтівського шосе та Проспектом Льва Ландау.
- Маршрут № 35 (вул. Одеська-вул. Наталії Ужвій) — зупинка Салтівське шосе знаходиться в 650 метрах на розі Салтівського шосе та Проспектом Льва Ландау.
- Маршрут № 63 (Ст. метро «Академіка Барабашова»-Залізнична станція «Основа», лише по вихідних з 7 до 16 години) — зупинка Салтівське шосе знаходиться в 650 метрах на розі Салтівського шосе та Проспектом Льва Ландау.

### Метрополітен
- Ст. метро «Академіка Барабашова» — у 1 680 метрах від перетину вулиці з вул. Камишева.

### Маршрутні таксі
- Маршрут № 11 (Григорівське шосе-602-й мікрорайон) — зупинка Вулиця Самсонівська знаходиться безпосередньо на початку вулиці на розі з Салтівським шосе.
- Маршрут № 231 (Ст. метро «Центральний ринок»-602-й мікрорайон) — зупинка Вулиця Самсонівська знаходиться безпосередньо на початку вулиці на розі з Салтівським шосе.
- Маршрут № 233 (Ст. метро «Ярослава Мудрого»-602-й мікрорайон) — зупинка Вулиця Самсонівська знаходиться безпосередньо на початку вулиці на розі з Салтівським шосе.
- Маршрут № 279 (вул. Власенка-вул. Світла) — зупинка Вулиця Самсонівська знаходиться безпосередньо на початку вулиці на розі з Салтівським шосе.

## Галерея

Меморіальна дошка Ізраїлю Фісановичу на будинку № 2.
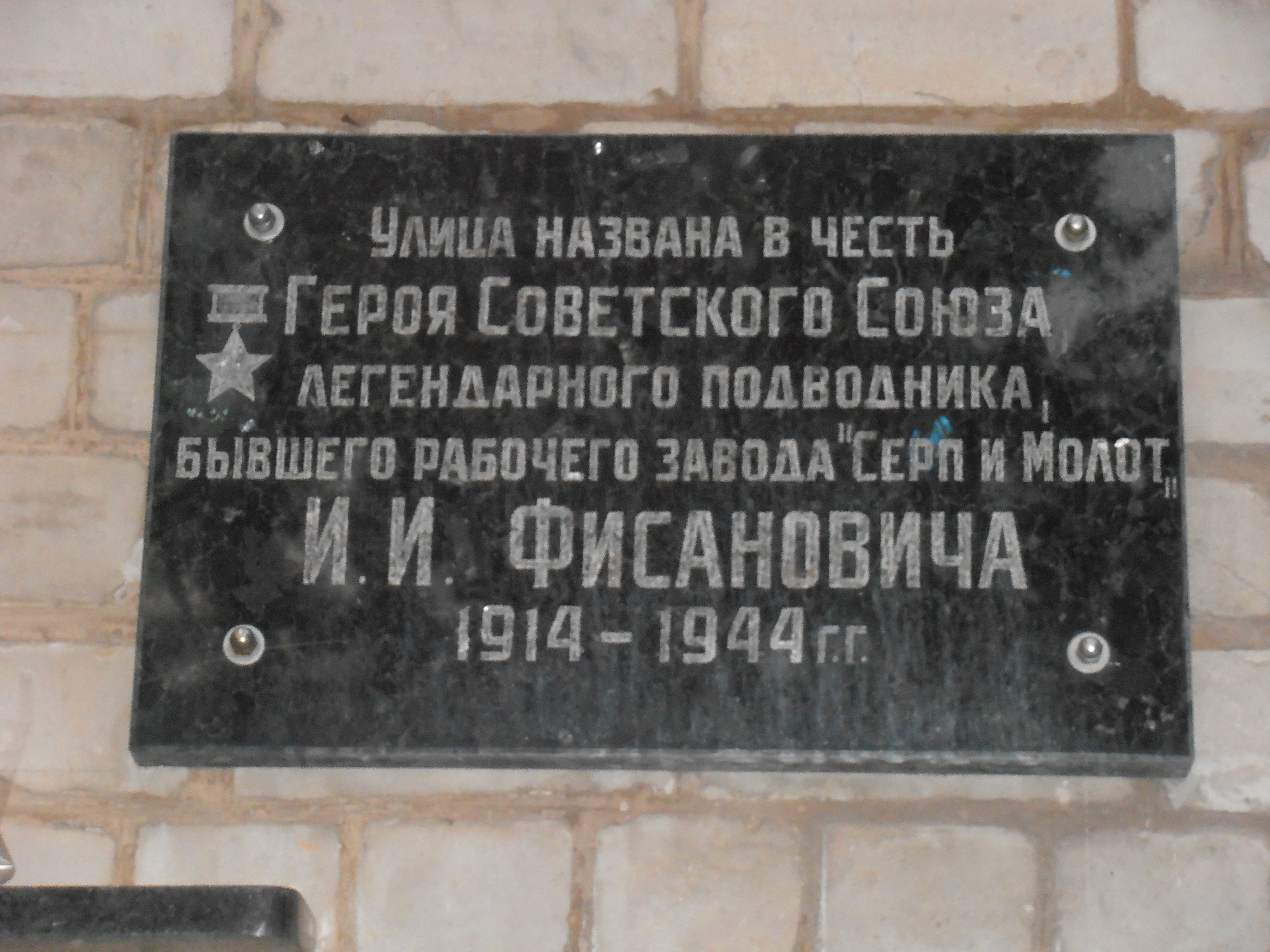
Анотаційна дошка на будинку № 2.
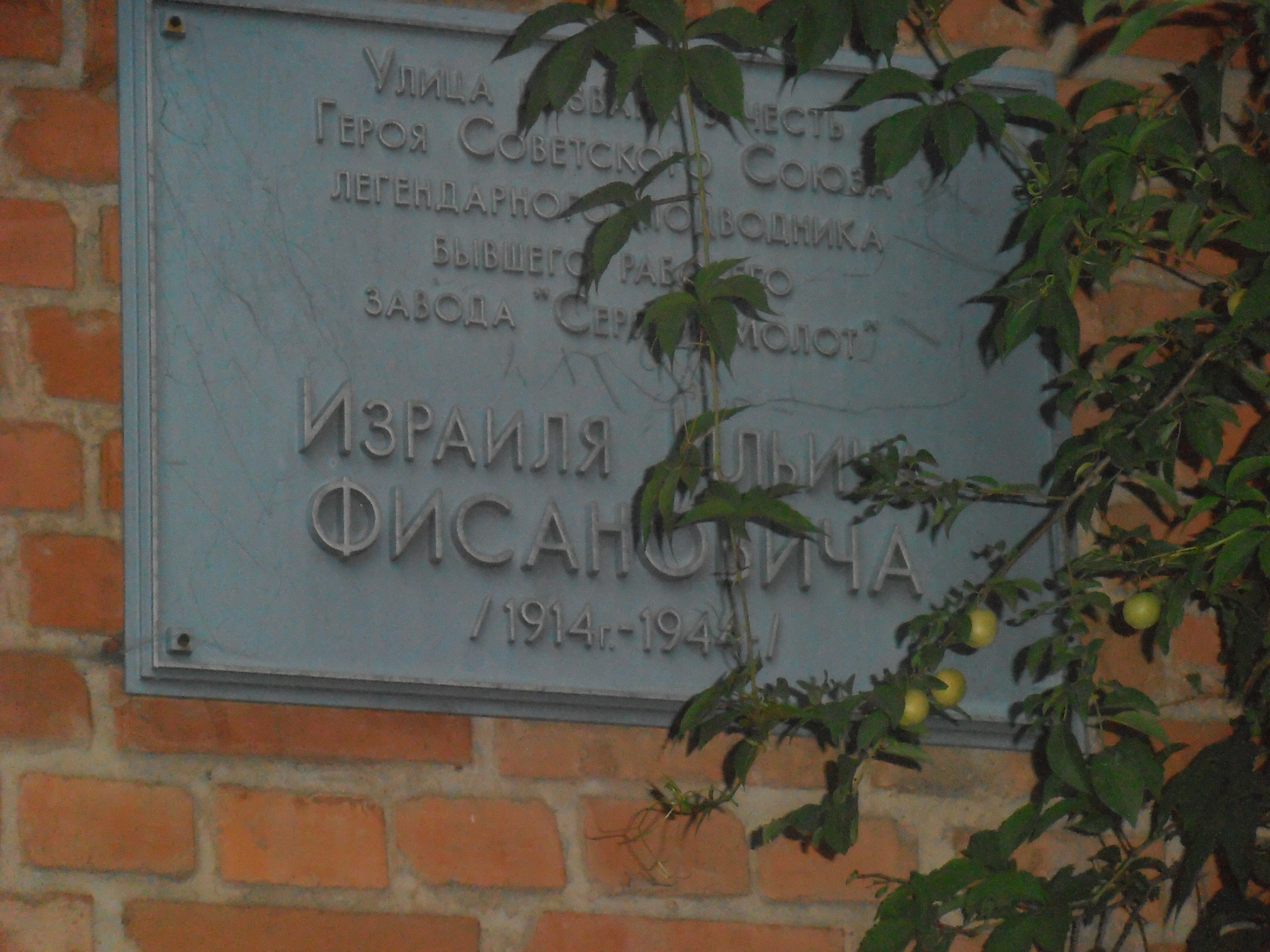
Анотаційна дошка на будинку № 5.